# Grimsthorpe
Grimsthorpe – wieś w Anglii, w hrabstwie Lincolnshire, w dystrykcie South Kesteven. Leży 50 km na południe od Lincoln i 145 km na północ od Londynu.